# Sporange

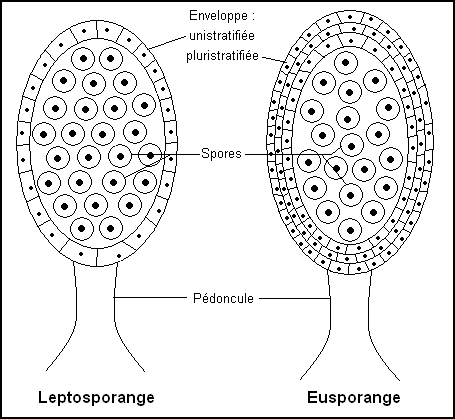
Types de sporange chez les Ptéridophytes

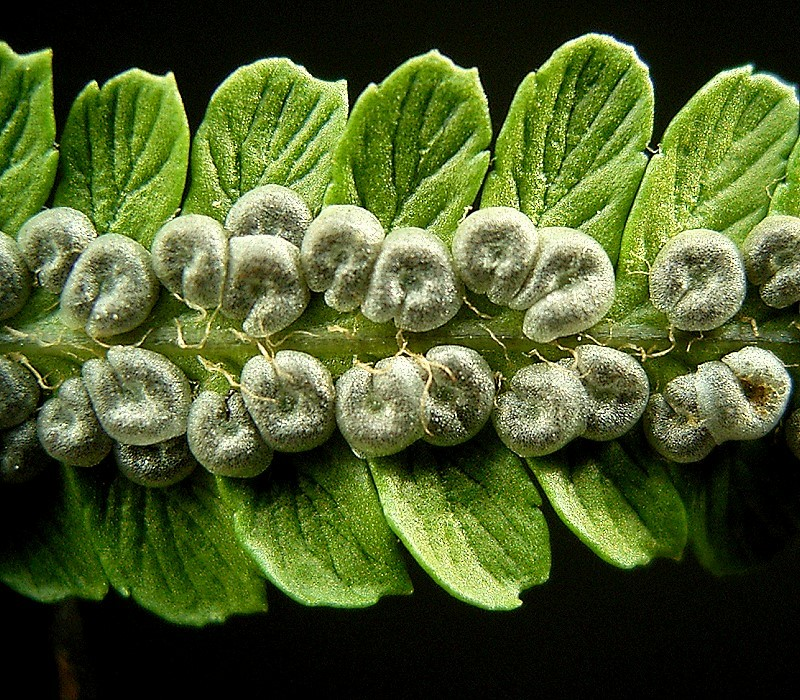
Groupes de sporanges (sores), protégés par des indusies, sous une feuille de Dryopteris filix-mas

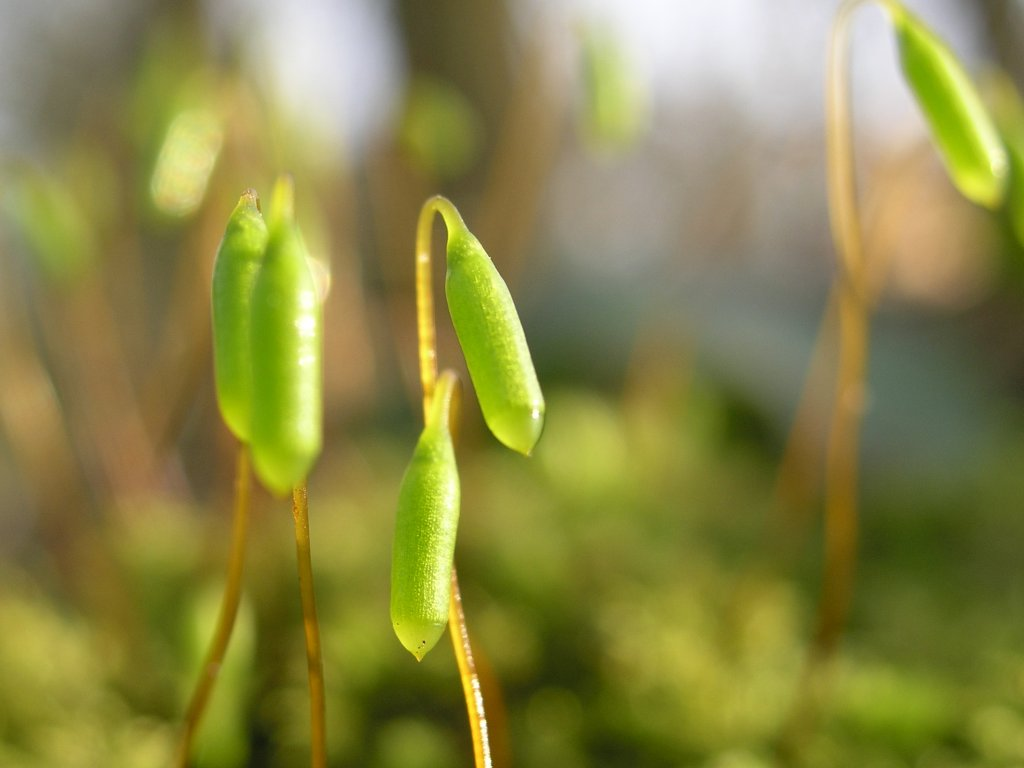
Sporophytes de bryophyte portant les sporanges ou « capsules »

Un sporange est une structure végétale qui produit et qui contient des spores. Le sporange est porté par le sporophyte.
Les sporanges se rencontrent uniquement chez les Embryophytes appelés parfois Archégoniates (Bryophytes, Ptéridophytes, Angiospermes et Gymnospermes).
Le sporange est constitué d'une ou plusieurs assises cellulaires stériles (tissu stérile) protégeant les cellules mères des spores (tissu fertile). On peut distinguer chez les fougères :
- les leptosporanges quand il y a une seule assise de cellules protectrices ;
- les eusporanges lorsqu'il y a plusieurs assises de cellules protectrices.

Lorsque les sporanges sont sexués, on distingue deux types de sporange morphologiquement différents. On parle alors d'hétérosporangie, et on distingue :
- le sporange mâle qui porte le nom de microsporange et contient des microspores ;
- le sporange femelle qui porte le nom de macrosporange ou mégasporange et contient des macrospores ou mégaspores.

## Synangium
Un groupe de sporanges devenus soudés est appelé synangium . Cette structure est particulièrement présente dans Psilotum et Marattiaceae, tels que Christensenia, Eupodium et Marattia.

## Problème lié à la traduction du terme anglaissporangium
Le terme anglais sporangium regroupe à la fois les termes français sporanges et les sporocystes.